# Balliolova kolej

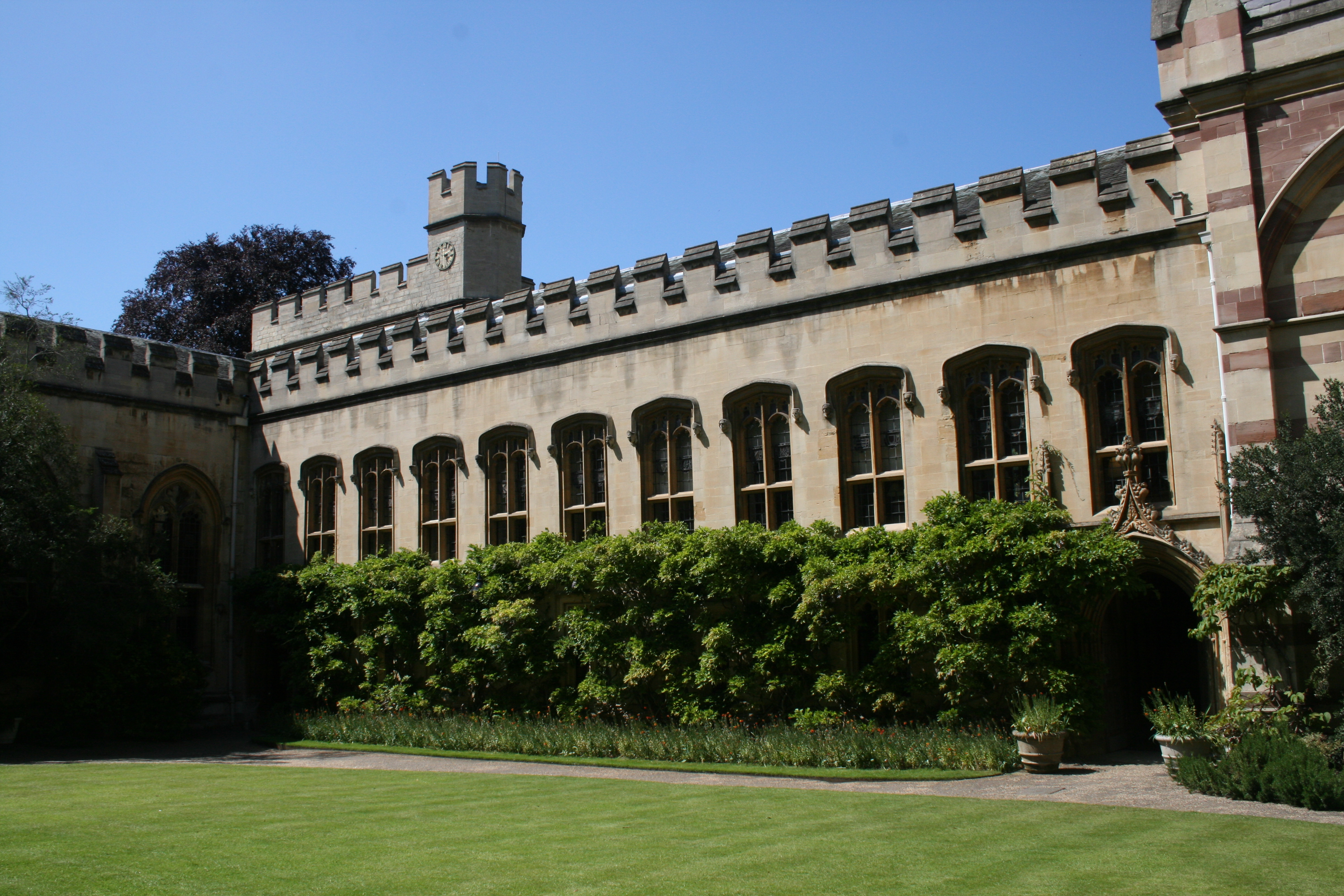
Balliolova kolej

Balliolova kolej neboli  Balliolská kolej (anglicky Balliol College), založená roku 1263, je jednou ze zakládajících kolejí Oxfordské univerzity v Anglii. 
Kolej byla založena okolo roku 1263 Johnem Balliolem za podpory biskupa durhamského. Po jeho smrti roku 1268 jeho vdova přijala opatření, aby tato kolej mohla existovat i nadále. Poskytla koleji kapitál a roku 1282 formulovala kolejní stanovy.
Její absolventi se často začlenili do společnosti jako aktivní politikové. Na škole studovali pozdější premiéři Herbert Henry Asquith, Harold Macmillan, Edward Heath a Boris Johnson. Absolventem se také stal zakladatel moderní ekonomie Adam Smith. Známým fiktivním absolventem je sir Humphrey Appleby.